# Thelma Ruby
Pour les articles homonymes, voir Wigoder et Ruby (homonymie).
Thelma Ruby, née Thelma Wigoder à Leeds, au Royaume uni, le 23 mars 1925, aussi connue sous le nom de Thelma Frye, est une actrice britannique.

## Biographie
Thelma Ruby est née Thelma Wigoder dans la Chapelle Allerton à Leeds. Elle a grandi dans une famille juive ortodoxe à Leeds. Sa mère, Ruby, était actrice ;  son père, Louis, originaire de la Lituanie, était dentiste,,. Il a immigré avec sa mère aux États-Unis pendant la Seconde Guerre mondiale, dans le Finch College de la ville de New York.

### Carrière
Après être revenue en Grande-Bretagne en 1944, Ruby a rejoint l'Association de Service National de Entretenimiento et a agi pour les troupes britanniques.
En 1958, elle a débuté dans le film de Bernard Kops, The Hamlet of Stepney Green, au Lyric Theatre Hammersmith à Londres, avec Harold Lang, John Fraser, John Barrard et George Selway. Elle a eu un rôle dans le film britannique Live Now, Pay Later en 1962. Parmi ses rôles au West End Theatre, il y a Golde dans Le violinista dans le toit, avec Topol en 1984,.
En 1996, elle est apparue dans Coronation Street de ITV, accompagnée de Lily Dempsey, une amie de Phyllis Pearce.
En 1980, elle et son mari, Peter Frye, ont joué dans le film de Momma Golda sur la vie de Golda Meir, la Première Ministre d'Israël,. En 2018, à l'âge de 93 ans, elle a interprété des extraits de Momma Golda, dans un spectacle solo, au King's Head Theatre de Londres.
En 2017, elle a interprété Alice dans la comédie de ITV, Bad Move. En 2024, elle est apparue dans le film Back to Black sur Amy Winehouse.

### Vie personnelle
Thelma Ruby a habité à Wimbledon, près deLondres. Elle est membre de la synagogue de Wimbledon. Elle s'est mariée avec l'acteur canadien Peter Frye en 1970 et est restée avec lui jusqu'à sa mort en 1991,,. Elle a une belle-fille née du premier mariage de Peter Frye.
En 2024, Ruby a critiqué publiquement la taille d'arbres proposée et l'agrandissement du lieu où se déroulait le championnat de tennis de Wimbledon, près de son lieu de vie. Elle s'est enchaînée à un arbre en signe de protestation.